# Antonín Kratochvíl (fotograf)

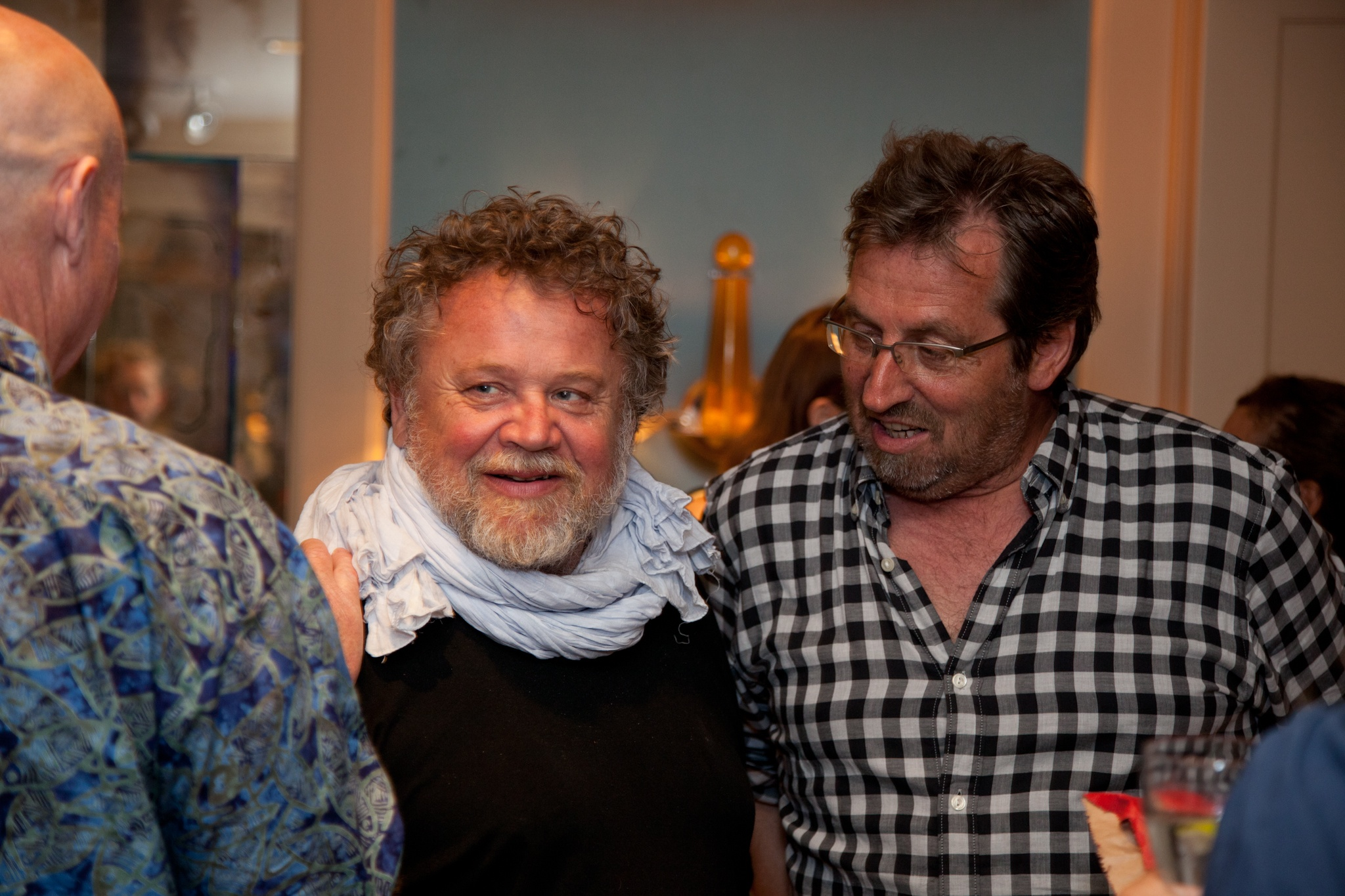
Antonín Kratochvíl (vlevo), 2011

Antonín Kratochvíl, pokřtěn Antonín Bedřich Kratochvíl (* 12. dubna 1947 Lovosice), je český portrétní a reportážní fotograf žijící v USA. Patří mezi zakládající členy fotografické agentury Sedm (VII Photo Agency). Věnuje se hlavně dokumentární fotografii, za kterou byl několikrát mezinárodně oceněn, včetně čtyř cen World Press Photo. V roce 1999 ho časopis American Photo zařadil mezi sto nejvýznamnějších osobností světové fotografie.

## Život a tvorba
Narodil se v roce 1947 v Lovosicích, kde měl jeho otec Jaroslav Kratochvíl fotoateliér. V roce 1949 byla jeho rodina postižena bojem nového komunistického režimu proti podnikatelům. Byli okradeni o majetek, museli opustit Lovosice a byli násilně přesídleni do pracovního tábora ve Vinoři. Otec byl nucen pracovat v továrně, matka v zemědělství. V roce 1953 byli propuštěni z tábora a přestěhováni do pražského Karlína. Antonín Kratochvíl z politických důvodů nemohl studovat a proto se vyučil stavebním zámečníkem v podniku Pozemní stavby.
V roce 1967 se oženil a ještě před narozením svého syna utekl přes Jugoslávii do Rakouska (syna poprvé spatřil až po osmnácti letech). V Československu byl následně odsouzen v nepřítomnosti na sedm let za nedovolené opuštění republiky a rozšiřování projevů z tehdejšího sjezdu spisovatelů. Prošel uprchlickým táborem Traiskirchen, vězením ve Švédsku, francouzskou cizineckou legií, nakonec skončil v Nizozemsku.
Na doporučení fotografa Vojty Dukáta vystudoval bakalářský program na umělecké Akademii Gerrita Rietveltda v nizozemském Amsterdamu, oženil se s Američankou a v roce 1972 odjel do USA. Začal pracovat pro prestižní americké noviny a časopisy – Playboy, Penthouse, Vogue, Rolling Stone, Los Angeles Times Magazine nebo Newsweek. Postupně si získával uznání a fotografoval i mnohé celebrity z uměleckého světa. V roce 1975 jej mohli v USA navštívit rodiče. Třetí žena Jill byla také Američanka.
V polovině sedmdesátých let se vydal do východního bloku a dvacet let zachycoval život za železnou oponou i život po jejím pádu. V prosinci 1997 o tom vydal knihu „Broken Dream: Twenty Years of War in Eastern Europe“.
Jako žurnalista pracoval na místech válečných konfliktů, zaznamenával genocidu v Zaire a Rwandě, utečence v Bosně i v Afghánistánu, oběti epidemie AIDS v Zimbabwe a pašeráky drog v Guatemale. V posledních letech se věnuje mizející přírodě a kulturám. Za svou dokumentární fotografii byl mnohokrát oceněn (např. obdržel tři ceny World Press Photo). V roce 1997 získal první cenu WPP v kategorii Portrét, v roce 2002 v kategorii hlavní zprávy za snímek obchodníků s narkotiky ve vězení v Barmě. Za fotografii konžské ženy prodávající maso ulovených zvířat získal cenu v kategorii Příroda a životní prostředí.
V roce 2009 hrál výraznou roli sochaře ve filmu Jana Hřebejka Kawasakiho růže.
V roce 2018 byl nařčen ze sexuálního obtěžování několika kolegyň z agentury VII. Ta mu v červenci pozastavila členství a zahájila interní vyšetřování. Kratochvíl, který se koncem srpna 2018 členství vzdal, všechna obvinění odmítl a následně spoluzaložil agenturu 400 ASA.
Antonín Kratochvíl je nyní počtvrté ženatý, žije s českou manželkou Gabrielou střídavě v New Yorku a Suchdole. Má celkem tři syny – Michaela (který je rovněž fotograf), Anthony Waynne Coopera a Gavyna.

## Knihy, výstavy a ocenění

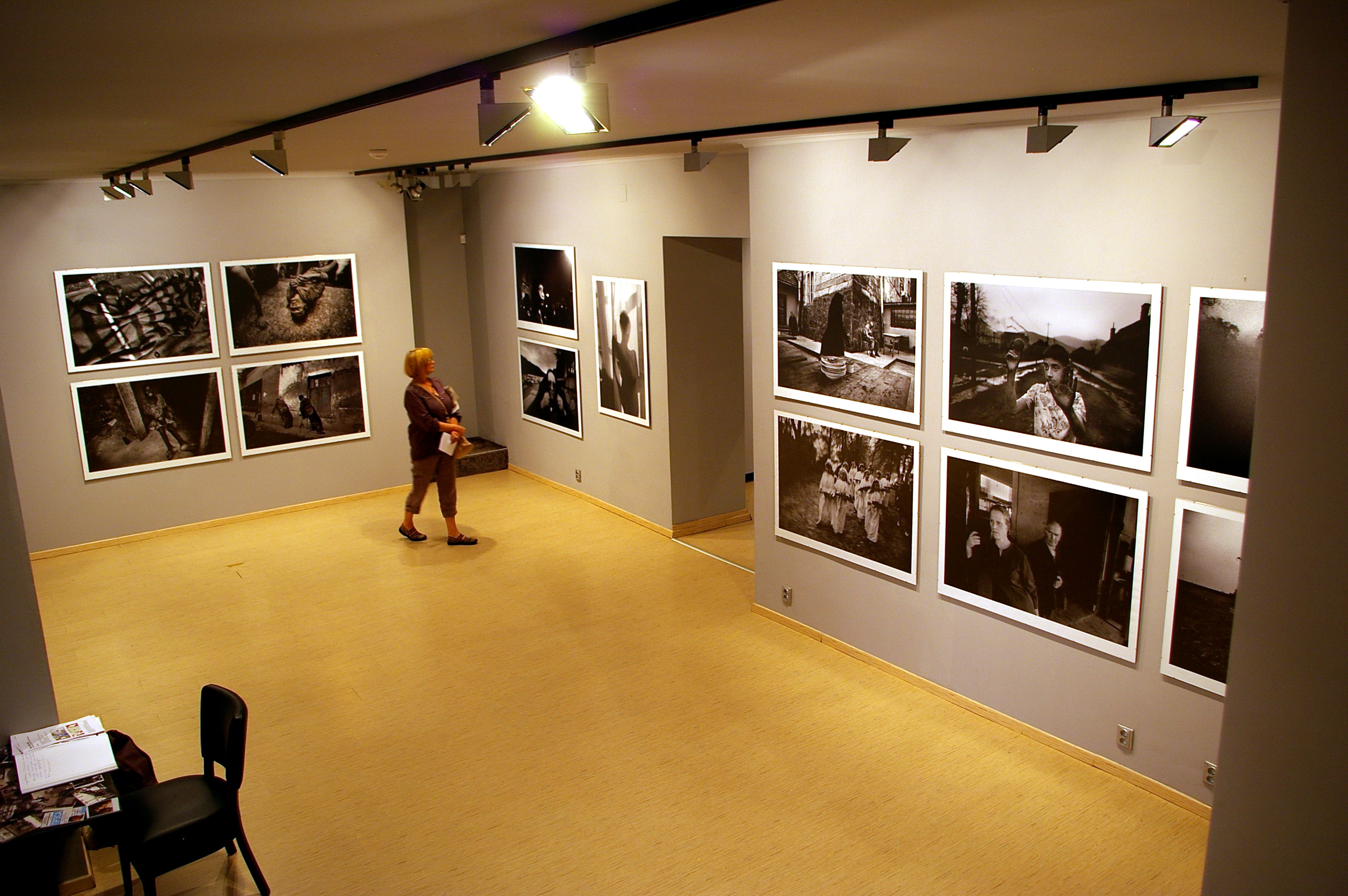
Výstava fotografií Antonína Kratochvíla Domovina, Galerie Leica, Praha, kurátor: Scott Thode, 22. června – 9. září 2012

V dubnu 2005 vydal knihu Vanishing [ˈvænišiŋ] (Mizení) zachycující ničení přírody, která obdržela v USA titul nejlepší knihy roku v oblasti dokumentární fotografie. Získal též velmi prestižní americkou cenu Lucie Award 2005. Jeho práce byly vystavovány v Miláně, Mnichově, Kolíně n. R., Praze, Houstonu, New Yorku, Perpignanu, Amsterodamu a dalších městech. Fotografie Antonína Kratochvíla jsou také ve sbírce Bibliotheque Nationale v Paříži nebo v Muzeu moderního umění v San Franciscu.
V červnu 2010 ve výstavní síni Mánes po čtyřech letech opět vystavoval v Česku. Představil unikátní soubor fotografií Moscow Nights (česky Moskevské noci), ve kterém svým typickým nadčasovým rukopisem zachytil život moskevské zlaté mládeže, uzavřeného světa, který se řídí vlastním rytmem a pravidly. K výstavě řekl:
| „                          | Otevřel jsem dveře, za které se dostanou jen vyvolení. Mně se to podařilo jen proto, že jsem fotil na objednávku pro prestižní magazín Vanity Fair a mladí Rusové chtěli světu předvést své bohatství a moc. | “ |
| — Antonín Kratochvíl, 2010 | |   |

| „                          | Něco takového jsem viděl poprvé v životě – uzavřenou exkluzivní společnost mladých boháčů, kteří dokážou za jednu noc neuvěřitelné věci. Kolem nich společnice, nádherné holky smíchané z různých exsovětských republik – best of Soviet Union bych to nazval – tanečnice, bodyguardi, cigarety, alkohol, drogy … | “ |
| — Antonín Kratochvíl, 2010 | |   |

## Výstavy (výběr)

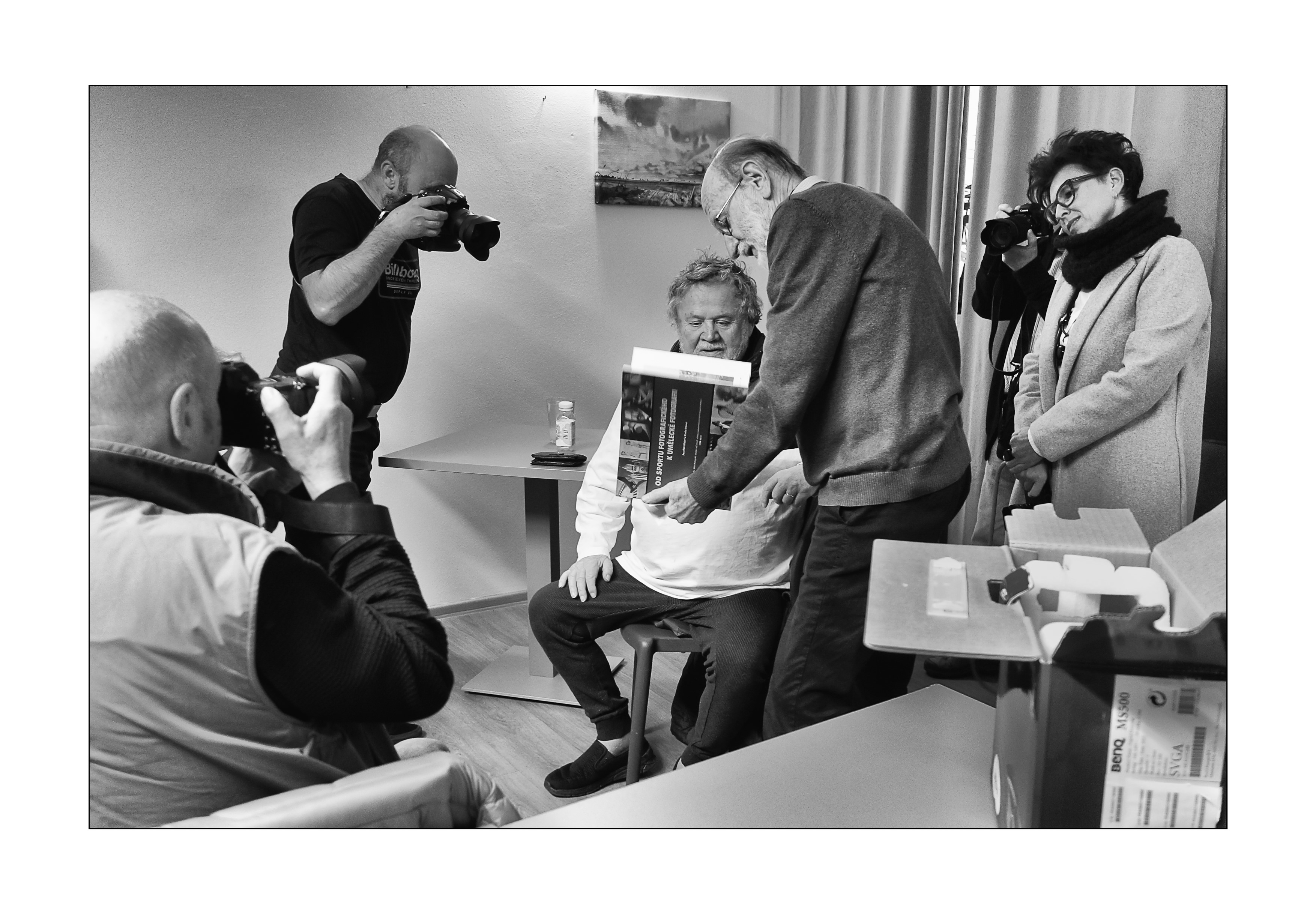
Kratochvíl přednáší pro fotoklub Nekázanka, duben 2023

### Samostatné výstavy
- Incognito, 1998
- Persona, 2006
- Domovina, Galerie Leica, Praha, kurátor: Scott Thode, 22. června – 9. září 2012
- Antonín Kratochvíl: Fotoeseje, Galerie hlavního města Prahy, Dům U Kamenného zvonu, 12. červen – 18. říjen 2020, kurátorka Pavlína Vogelová[12]

### Skupinové výstavy
- 2019 – 400 ASA: FOTOGRAFIE, Národní galerie, Praha, Veletržní palác, 1. březen – 8. září 2019, fotografové: Alžběta Jungrová, Antonín Kratochvíl, Karel Cudlín, Jan Dobrovský, Tomki Němec, Jan Mihaliček, Martin Wágner, kurátor: Josef Moucha.[13]

## Publikace (výběr)
- KRATOCHVÍL, Antonín. Broken Dream : 20 Years of War in Eastern Europe. 1. vyd. New York: The Monacelli Press, 1997. ISBN 978-1885254788. (anglicky)
- KRATOCHVÍL, Antonín; PERSSON, Michael. Antonín Kratochvíl. 1. vyd. Prague: Torst, 2003. 141 s. (FotoTorst; sv. 12). ISBN 80-7215-200-9. (anglicky a česky)
- KRATOCHVÍL, Antonín; THORNTON, Billy Bob; JACOBSON, Mark. Incognito. 1. vyd. Santa Fe: Arena Editions, 2001. 160 s. (anglicky)
- KRATOCHVÍL, Antonín. Sopravvivere. Milano: Federico Motta Editore, 2001. 156 s. ISBN 978-8871793191. (italsky)
- KRATOCHVÍL, Antonín; PERSSON, Michael. Vanishing. 1. vyd. New York: de.MO, 2005. 239 s. ISBN 978-0970576835. (anglicky) O ničení přírody, v USA získala titul nejlepší kniha roku v oblasti dokumentární fotografie.